# Sainte-Mondane
Sainte-Mondane település Franciaországban, Dordogne megyében. Lakosainak száma 301 fő (2022. január 1.). Sainte-Mondane Saint-Julien-de-Lampon, Fajoles, Masclat, Milhac, Veyrignac és Calviac-en-Périgord községekkel határos.

## Népesség
A település népessége az elmúlt években az alábbi módon változott:
| Lakosok száma | 262  | 223  | 212  | 226  | 269  | 264  | 260  | 258  | 272  | 301  |
|               | 1968 | 1982 | 1990 | 2006 | 2013 | 2015 | 2017 | 2019 | 2020 | 2022 |